# Баттерфилд, Пол
Пол Баттерфилд (англ. Paul Vaughn Butterfield, 17 декабря 1942 — 4 мая 1987) — американский блюзовый певец и исполнитель на губной гармонике.
В начале 1960-х годов основал группу The Paul Butterfield Blues Band. В 2015 году в её составе был включён в Зал славы рок-н-ролла.
Как пишет музыкальный сайт AllMusic:
Пол Баттерфилд был первым белым губным гармонистом, который бы разработал  свой настолько сильный собственный стиль, что его поместили в пантеон величайших людей блюза. Невозможно переоценить важность дверей, которые Баттерфилд открыл: перед тем, как он прославился, белые американские музыканты обращались с блюзом с осторожным уважением, боясь оказаться неаутентичными. Баттерфилд не только расчистил дорогу для того, чтобы белые музыканты начали развивать блюзовые традиции (вместо того, чтобы просто их копировать), но его штормовой звук был одним из основных катализаторов в популяризации электрического чикагского блюза среди белой аудитории, которая до этого считала единственным по-настоящему подлинным продуктом акустический дельтовский блюз.

## Дискография
- См. статью «Paul Butterfield § Discography» в англ. разделе.